# Magdale Alves
Magdale Alves (Recife, 27 de junho de 1958)  é uma atriz brasileira.
Estreou na dramaturgia com a peça Guarani com Coca-Cola, espetáculo dirigido por Fernando Limoeiro nos anos 80. Teve maior reconhecimento mais recentemente quando atuou nos filmes Eletrodoméstica, de Kleber Mendonça Filho, Rapsódia Para Um Homem Comum, de Camilo Cavalcanti, Árido Movie, de Lírio Ferreira, e no documentário Orange de Itamaracá, de Franklin Jr. e Márcio Câmara.

## Carreira

### Televisão
| Ano  | Título                             | Personagem          | Notas       |
| ---- | ---------------------------------- | ------------------- | ----------- |
| 2019 | Jungle Pilot                       | Dona Carmem         | 3 episódios |
| 2017 | Era uma Vez uma História           | Maria I de Portugal |             |
| 2016 | Justiça                            | Elvira              |             |
| 2014 | Em Família                         | Iolanda             |             |
| 2014 | Amores Roubados                    | Cleonice            |             |
| 2007 | Amazônia, de Galvez a Chico Mendes | Angelina            |             |

### Cinema
| Ano  | Título                               | Personagem            | Notas          |
| ---- | ------------------------------------ | --------------------- | -------------- |
| 2018 | Alano                                | Dona da pensão        | Curta-metragem |
| 2017 | Famílias                             | Neusa                 | Curta-metragem |
| 2017 | No Canto do Olho                     | Ana                   |                |
| 2015 | Encontro você no Final               | Fátima                | Curta-metragem |
| 2013 | O Homem das Multidões                | Mulher do bordel      |                |
| 2013 | Família                              | Detinha               |                |
| 2012 | Gonzaga - de Pai pra Filho           | Helena (50 a 55 Anos) |                |
| 2010 | A Luneta do Tempo                    | Mulher do Cordelista  |                |
| 2007 | Deserto Feliz                        | Mãe de Jéssica        |                |
| 2006 | Baixio das Bestas                    | Mãe de Cícero         |                |
| 2006 | Mulheres do Brasil                   | Dalvina               |                |
| 2005 | Árido Movie                          | Dedé/Madame Zoraide   |                |
| 2005 | Orange de Itamaracá                  | Mulher de Zé Amaro    |                |
| 2005 | Eletrodoméstica                      | Mulher                | Curta-metragem |
| 2005 | Rapsódia para um Homem Comum         | A Pianista            | Curta-metragem |
| 2002 | Amarelo Manga                        | Dayse                 |                |
| 2000 | A Velha Branca e o Bode Vermelho     | Filha da velha        | Curta-metragem |
| 1998 | Conceição                            | Prostituta            | Curta-metragem |
| 1988 | O Chá                                | Samira                | Curta-metragem |
| 1985 | Quer Tapioca com Manteiga, Freguesa? | Garota de Caruaru     | Curta-metragem |